# Espace Mittelland
L'Espace Mittelland è una delle 7 grandi regioni statistiche della Svizzera.

## Territorio
Il territorio dell'Espace Mittelland corrisponde ai cantoni di Berna, di Friburgo, di Soletta, di Neuchâtel e del Giura.